# Lassahusstenen

Lassahusstenen är en sten med hällristningar som ligger i Hasslövs socken, Laholms kommun i Halland. Flyttblocket ligger en bit upp på Hallandsås, i naturreservatet Osbecks bokskogar. 
Hällristningarna är från bronsåldern och består av två skepp, tre fotsulor, en ringfigur, 41 rännor och 234 skålgropar. Stenen är ungefär 3x3x1 meter. Skeppen är 19 - 41 cm långa. Det större skeppet är av dubbellinjetyp med bemanningsstreck, där ett har tolkats som en lurblåsare. Det andra skeppet är mindre, av enkellinjetyp och fragmentariskt. Det lite mindre skeppet upptäcktes under en undersökning av Länsstyrelsen år 2018.
Fotsulorna är 17 – 28 cm långa, 7 – 11 cm breda och helt uthuggna. Ringfiguren är 19 cm i diameter och består av en halv ring. Rännorna är 1 – 89 cm långa, 29 sammanbinder skålgropar, 10 utgår ifrån skålgropar och 2 rännor är “lösa”. Av skålgroparna är 181 runda, 3 – 24 cm i diameter och 0,5 – 4,5 cm djupa, 53 är avlånga, 8 – 24 cm långa, 4 – 16 cm breda och 0,5 – 4 cm djupa.